# Giro por la Hermandad de 2014
La 2.ª edición del Giro por la Hermandad se celebró entre el 27 y 29 de noviembre de 2014, organizada por la Asociación Civil para el Desarrollo del Deportista y el Club Ciclista Amanecer de Uruguay con largada en Pueblo General Belgrano y final en la ciudad de Concordia ambas en la provincia de Entre Ríos . El recorrido constó de un total de 4 etapas cubriendo una distancia total de 387 km recorriendo las rutas de la costa del Rio Uruguay tanto del lado argentino como del uruguayo, la etapa más larga fue la segunda que unió Paysandú en Uruguay con Concordia en Argentina contando una distancia total de 142,3 kilómetros.
La competencia la iniciaron 126 corredores (58 argentinos y 68 uruguayos), de los cuales finalizaron 66 la última etapa.

## Ciclistas participantes
Participaron 126 ciclistas de Argentina y Uruguay.

#### Equipos
| SAT - SAID | C.C. Amanecer | Entre Ríos ESCO - Agroplan | C.C. Arco Iris |
| - 1. Juan Melivillo - 2. Sebastián Cancio - 3. Guillermo Brunetta - 4. Emilio Rodríguez - 5. Emiliano Nozanchetta - 6. Walter Gastón Trillini                       | - 11. Ignacio Maldonado - 12. Manuel Caraballo - 13. Fernando Méndez - 14. Anderson Maldonado* - 15. Jorge Soto - 16. Pedro Monroy*                            | - 21. Gerardo Fernández - 22. César Sigura - 23. Juan Manuel Aguirre - 24. Maximiliano Caino - 25. Fabricio Martínez* - 26. Franco Vázquez*      | - 31. Winston Fernández Miranda - 32. Francisco Naleiro - 33. Joaquin Cammarano - 34. Santiago Cammarano* - 35. Pablo Troncoso*                |
| Buenos Aires Provincia | C.C. Fénix | B.A. Ciudad-Scott | C.A. Villa Teresa |
| - 41. Julián Gaday Orozco - 42. Sebastián Tolosa - 43. Ariel Sívori - 44. Guido Palma - 45. Demis Alemán - 46. Alan Sívori*                                         | - 51. Nicolás Arachichu de Armas - 52. Sergio Miraballes - 53. Gonzalo Tagliabue - 54. Juan Viñas Sesini* - 55. Edy Corujo - 56. Sixto Nuñez*                  | - 61. Agustín Fraysse - 62. Claudio Reybaud - 63. Gastón Cordero - 64. Enrique Estévez - 65. Juan Ignacio Curuchet*                              | - 71. Luis Martinez Ramirez - 72. Gregory Duarte - 73. Joaquin Ansolabehere - 74. Mariano De Fino - 75. Carlos Cabrera                         |
| Pedal Pato Gualeguaychú | C.A. Progreso | El Sol - 9 de Julio | C.C. Cerro Largo |
| - 81. Ariel Maistegui - 82. Martín Cabezas - 83. Francisco Viollaz - 84. Ezeguiel Sack - 85. Exequiel Bauer*                                                        | - 91. Juan M. Sánchez Barboza - 92. Leonel Flores Terra - 93. Matias Perez Ghan - 94. Álvaro Suárez - 95. Washington Farias Brum - 96. José L. Caorsi Olivera* | - 101. Ezequiel Martínez - 102. Ignacio Davis - 103. José María Barrachina - 104. Patricio Alegre - 105. Gastón Martínez - 106. Federico Cóceres | - 111. Alan Presa Pirez - 112. Camilo Pimentel - 113. José Luis Miraglia - 114. Bilker Castro - 115. Pablo Pintos - 116. Diego Gonzalez        |
| C.Bochístico Independiente | Schenck Alas Rojas | Squadra Pájaro Rojo | Estudiantes El Colla |
| - 121. Cristian Alejandro Arias - 122. Lucas Marcelo Blanco - 123. Carlos José Blanco - 124. Luis Isaias Bidegain - 125. Diego José Jaén - 126. Said Alexis Mansur* | - 131. Richard Mascarañas - 132. Jorge Bravo - 133. Nestor Pias - 134. Héctor Fabián Aguilar - 135. Roderyck Asconeguy - 136. Robert Mendez*                   | - 141. Nazareno Yeri - 142. Diego Asís - 143. Sebastián Zabala - 144. Sebastián Cianci* - 145. Federico Ojeda* - 146. Mario Sosa*                | - 151. Milton Wynants - 152. Luis Cozzi Mueres - 153. Fabricio De Leon - 154. Enrique Peculio - 155. Agustín Moreira* - 156. Mauricio Moreira* |
| Córdoba Cycling Team | Peñarol (Colonia) | Ciclistas de Cristo | Peñarol (Tacuarembo) |
| - 161. Diego Valenzuela - 162. Mario Calderón - 163. Nicolás Bravo - 164. Juan José Rivero - 165. Gastón Montenegro - 166. Lautaro Díaz Sebriano*                   | - 171. Marcos Caches - 172. Victor Memoli - 173. Javier Moreira - 174. Dario Memoli - 175. Jorgue Rodríguez*                                                   | - 181. Jesús Patalagoytía - 182. Jesús Ciafaroni - 183. Fabián Gabotti - 184. Cristian De Dio - 185. Samuel Gabotti - 186. Daniel Gabotti        | - 191. Edgard Palma - 192. Néstor Ramos Alvez - 193. Numar Gonzalez - 194. Gustavo Hernandez - 195. Jonathan Barboza* - 196. Gonzalo Moreira*  |
| C.C. Belo Horizonte | Centenario C.C. | | |
| - 201. Ricardo Guedes - 202. Juan Andrés Ramirez - 203. Fredy Peralta - 204. Estebán Guedes - 205. Nicolás Castroman* - 206. Gonzalo Blanco*                        | - 211. Joan De Souza - 212. Rodolfo Arias - 213. Juan Carlos Ottonelli - 214. Alexander Gutiérrez Goñi - 215. Cristhian Gutiérrez Goñi                         | | |

## Etapas
| Etapa | Fecha           | Recorrido                   | km       | Ganador       | Líder         |
| 1ª    | 27 de noviembre | Pueblo Belgrano-Fray Bentos | 123,3    | Julián Gaday  | Julián Gaday  |
| 2ª    | 28 de noviembre | Paysandú-Colón-Concordia    | 142,3    | Julián Gaday  | Julián Gaday  |
| 3ª    | 29 de noviembre | Concordia                   | 13 (CRI) | Bilker Castro | Bilker Castro |
| 4ª    | 29 de noviembre | Concordia-Salto-Concordia   | 108,2    | Julián Gaday  | Bilker Castro |

## Etapa 1
General Belgrano -Fray Bentos  123,3 km (Promedio 44,437 km/h)
| 1  | Julián Gaday          | Argentina | Buenos Aires Provincia | 2h46'29" |
| 2  | Héctor Fabián Aguilar | Uruguay   | Schenck - Alas Rojas   | m.t.     |
| 3  | Bilker Castro         | Uruguay   | C.C. Cerro Largo       | m.t.     |
| 4  | Fabricio Martínez     | Argentina | ESCO-Agroplan          | m.t.     |
| 5  | Ricardo Guedes        | Uruguay   | C.C. Belo Horizonte    | m.t.     |
| 6  | Ignacio Maldonado     | Uruguay   | C.C. Amanecer          | m.t.     |
| 7  | Agustín Fraysse       | Argentina | B.A. Ciudad-Scott      | m.t.     |
| 8  | Gerardo Fernández     | Argentina | ESCO-Agroplan          | m.t.     |
| 9  | Juan José Rivero      | Argentina | Córdoba Cycling Team   | m.t.     |
| 10 | Joan De Souza         | Uruguay   | Centenario C.C.        | m.t.     |

| 1  | Julián Gaday          | Argentina | Buenos Aires Provincia | 2h46'19" |
| 2  | Héctor Fabián Aguilar | Uruguay   | Schenck - Alas Rojas   | + 4"     |
| 3  | Bilker Castro         | Uruguay   | C.C. Cerro Largo       | + 6"     |
| 4  | Fabricio Martínez     | Argentina | ESCO-Agroplan          | + 10"    |
| 5  | Ricardo Guedes        | Uruguay   | C.C. Belo Horizonte    | + 10"    |
| 6  | Ignacio Maldonado     | Uruguay   | C.C. Amanecer          | + 10"    |
| 7  | Agustín Fraysse       | Argentina | B.A. Ciudad-Scott      | + 10"    |
| 8  | Gerardo Fernández     | Argentina | ESCO-Agroplan          | + 10"    |
| 9  | Juan José Rivero      | Argentina | Córdoba Cycling Team   | + 10"    |
| 10 | Joan De Souza         | Uruguay   | Centenario C.C.        | + 10"    |

## Etapa 2
Paysandú -Colón -Concordia  142,3 km (Promedio 38,904 km/h)
| 1  | Julián Gaday          | Argentina | Buenos Aires Provincia     | 3h39'28" |
| 2  | Sebastián Tolosa      | Argentina | Buenos Aires Provincia     | m.t.     |
| 3  | Gerardo Fernández     | Argentina | ESCO-Agroplan              | m.t.     |
| 4  | Bilker Castro         | Uruguay   | C.C. Cerro Largo           | m.t.     |
| 5  | Camilo Pimentel       | Uruguay   | C.C. Cerro Largo           | m.t.     |
| 6  | Agustín Moreira       | Uruguay   | Estudiantes El Colla       | m.t.     |
| 7  | Luis Isaias Bidegain  | Argentina | C. Bochístico Independiete | m.t.     |
| 8  | Héctor Fabián Aguilar | Uruguay   | Schenck - Alas Rojas       | m.t.     |
| 9  | Maximiliano Caino     | Argentina | ESCO-Agroplan              | m.t.     |
| 10 | Sergio Miraballes     | Uruguay   | C.C. Fénix                 | m.t.     |

| 1  | Julián Gaday          | Argentina | Buenos Aires Provincia | 5h25'37" |
| 2  | Héctor Fabián Aguilar | Uruguay   | Schenck - Alas Rojas   | + 15"    |
| 3  | Sebastián Tolosa      | Argentina | Buenos Aires Provincia | + 16"    |
| 4  | Marcos Caches         | Uruguay   | ESCO-Agroplan          | + 16"    |
| 5  | Bilker Castro         | Uruguay   | C.C. Cerro Largo       | + 17"    |
| 6  | Gerardo Fernández     | Argentina | ESCO-Agroplan          | + 16"    |
| 7  | Luis Martínez         | Uruguay   | C.C. Villa Teresa      | + 16"    |
| 8  | Sebastián Cancio      | Argentina | SAT-SAID               | + 17"    |
| 9  | Lautaro Díaz          | Argentina | Córdoba Cycling Team   | + 17"    |
| 10 | Camilo Pimentel       | Uruguay   | Centenario C.C.        | + 17"    |

## Etapa 3
Concordia  (CRI), 13 km (Promedio 50,377 km/h)
| 1  | Bilker Castro      | Uruguay   | C.C. Cerro Largo     | 15'29" |
| 2  | Sebastián Cancio   | Argentina | SAT-SAID             | + 7"   |
| 3  | Juan Melivillo     | Argentina | SAT-SAID             | + 11"  |
| 4  | Roderyck Asconeguy | Uruguay   | Schenck - Alas Rojas | + 17"  |
| 5  | Néstor Pías        | Uruguay   | Schenck - Alas Rojas | + 22"  |
| 6  | Camilo Pimentel    | Uruguay   | C.C. Cerro Largo     | + 24"  |
| 7  | Alan Presa         | Uruguay   | C.C. Cerro Largo     | + 24"  |
| 8  | Jorge Bravo        | Uruguay   | Schenck - Alas Rojas | + 26"  |
| 9  | Walter Trillini    | Argentina | SAT-SAID             | + 28"  |
| 10 | Guillermo Brunetta | Argentina | SAT-SAID             | + 32"  |

| 1  | Bilker Castro      | Uruguay   | C.C. Cerro Largo     | 6h41'21" |
| 2  | Sebastián Cancio   | Argentina | SAT-SAID             | + 9"     |
| 3  | Juan Melivillo     | Argentina | SAT-SAID             | + 16"    |
| 4  | Roderyck Asconeguy | Uruguay   | Schenck - Alas Rojas | + 22"    |
| 5  | Camilo Pimentel    | Uruguay   | C.C. Cerro Largo     | + 26"    |
| 6  | Néstor Pías        | Uruguay   | Schenck - Alas Rojas | + 27"    |
| 7  | Alan Presa         | Uruguay   | C.C. Cerro Largo     | + 29"    |
| 8  | Jorge Bravo        | Uruguay   | Schenck - Alas Rojas | + 30"    |
| 9  | Walter Trillini    | Argentina | SAT-SAID             | + 33"    |
| 10 | Guillermo Brunetta | Argentina | SAT-SAID             | + 37"    |

## Etapa 4
Concordia -Salto -Concordia  108,2 km (Promedio 42,119 km/h)
| 1  | Julián Gaday       | Argentina | Buenos Aires Provincia | 2h34'08" |
| 2  | Bilker Castro      | Uruguay   | C.C. Cerro Largo       | m.t.     |
| 3  | Gerardo Fernández  | Argentina | ESCO-Agroplan          | m.t.     |
| 4  | Sebastian Tolosa   | Argentina | Buenos Aires Provincia | m.t.     |
| 5  | Roderyck Asconeguy | Uruguay   | Schenck - Alas Rojas   | m.t.     |
| 6  | Sebastián Cancio   | Argentina | SAT-SAID               | m.t.     |
| 7  | Jesús Patalagoytía | Argentina | Ciclistas de Cristo    | m.t.     |
| 8  | Agustín Fraysse    | Argentina | B.A: Ciudad-Scott      | m.t.     |
| 9  | Juan Melivillo     | Argentina | SAT-SAID               | m.t.     |
| 10 | Camilo Pimentel    | Uruguay   | C.C. Cerro Largo       | m.t.     |

| 1  | Bilker Castro      | Uruguay   | C.C. Cerro Largo       | 9h15'24" |
| 2  | Sebastián Cancio   | Argentina | SAT-SAID               | + 14"    |
| 3  | Juan Melivillo     | Argentina | SAT-SAID               | + 21"    |
| 4  | Roderyck Asconeguy | Uruguay   | Schenck - Alas Rojas   | + 25"    |
| 5  | Camilo Pimentel    | Uruguay   | C.C. Cerro Largo       | + 31"    |
| 6  | Néstor Pías        | Uruguay   | Schenck - Alas Rojas   | + 32"    |
| 7  | Julián Gaday       | Argentina | Buenos Aires Provincia | + 34"    |
| 8  | Jorge Bravo        | Uruguay   | Schenck - Alas Rojas   | + 35"    |
| 9  | Walter Trillini    | Argentina | SAT-SAID               | + 38"    |
| 10 | Gerardo Fernández  | Argentina | ESCO-Agroplan          | + 39"    |

## Clasificaciones finales

### Clasificación individual
| Pos. | Ciclista           | Equipo                 | Tiempo   |
| ---- | ------------------ | ---------------------- | -------- |
| 1    | Bilker Castro      | C.C. Cerro Largo       | 9h15'24" |
| 2    | Sebastián Cancio   | SAT-SAID               | + 14"    |
| 3    | Juan Melivillo     | SAT-SAID               | + 21"    |
| 4    | Roderyck Asconeguy | Schenck - Alas Rojas   | + 25"    |
| 5    | Camilo Pimentel    | C.C. Cerro Largo       | + 31"    |
| 6    | Néstor Pías        | Schenck - Alas Rojas   | + 32"    |
| 7    | Julián Gaday       | Buenos Aires Provincia | + 34"    |
| 8    | Jorge Bravo        | Schenck - Alas Rojas   | + 35"    |
| 9    | Walter Trillini    | SAT-SAID               | + 38"    |
| 10   | Gerardo Fernández  | ESCO-Agroplan          | + 39"    |

### Clasificación Sprinter
| Pos. | Ciclista        | Equipo                 | Puntos |
| ---- | --------------- | ---------------------- | ------ |
| 1    | Julian Gaday    | Buenos Aires Provincia | 8      |
| 2    | Marcos Caches   | Peñarol de Colonia     | 6      |
| 3    | Bilker Castro   | C.C. Cerro Largo       | 4      |
| 4    | Luis Martínez   | C.C. Villa Teresa      | 4      |
| 5    | Sebasian Cancio | SAT-SAID               | 3      |

### Clasificación Sub-23
| Pos. | Ciclista           | Equipo                  | Tiempo   |
| ---- | ------------------ | ----------------------- | -------- |
| 1    | Agustín Moreira    | Estudiantes El Colla    | 9h16'18" |
| 2    | Fabricio Martínez  | ESCO-Agroplan           | + 10"    |
| 3    | Anderson Maldonado | C.C. Amanecer           | + 1'21"  |
| 4    | Mauricio Moreira   | Estudiantes El Colla    | + 1'52"  |
| 5    | Exequiel Bauer     | Pedal Pato Gualeguaychú | + 3'43"  |

### Clasificación Equipos
| Pos. | Equipo                 | Tiempo    |
| ---- | ---------------------- | --------- |
| 1    | SAT-SAID               | 27h47'28" |
| 2    | Schenck-Alas Rojas     | + 19"     |
| 3    | C.C. Cerro Largo       | + 48"     |
| 4    | ESCO-Agroplan          | + 2'12"   |
| 5    | Buenos Aires Provincia | + 2'58"   |